# Tela dividida (computação)

Vários métodos para exibir vários sinais em uma tela 4:3 (o diagrama é 16:9): 1+3, 3+1 (1:1), 2×2, 3×3, 4×4 (4:3), 1+1 (2:3 vertical, 8:3 horizontal), 4×3 (1:1), 1 em 12 (4:3)

A técnica conhecida como "tela dividida" é uma técnica de exibição na computação gráfica consiste em dividir gráficos e/ou texto em partes adjacentes não sobrepostas, geralmente em duas ou quatro áreas retangulares. Isso possibilita a apresentação simultânea de informações gráficas e textuais relacionadas em uma tela de computador. Nos esportes televisivos, essa metodologia de apresentação foi adotada na década de 1960 para a reprodução instantânea.
Inicialmente, as telas divididas estáticas se distinguiram dos sistemas de janelas pois estes últimos permitiam que partes da tela fossem sobrepostas e livremente móveis (as " janelas "), exibindo ao usuário dados de aplicativos relacionados e não relacionados. Em contrapartida, as telas divididas estáticas estavam restritas a posições fixas.
A técnica de tela dividida também pode ser empregada para executar duas instâncias de um aplicativo, o que abre a possibilidade de outro usuário interagir com a segunda instância.

## Em videogames
O recurso de tela dividida é é frequentemente empregado em videogames sem rede, também conhecidos como "couch co-op", com opções multijogador.
De forma simples, uma tela dividida para um videogame multijogador consiste em dividir a tela de saída audiovisual (normalmente uma televisão padrão para consoles de videogame ) em 2 a 4 áreas de tamanhos iguais, dependendo do número de jogadores. Isso permite que os jogadores explorem diferentes áreas simultaneamente, mesmo estando distantes uns dos outros. Essa abordagem foi historicamente popular em consoles de videogame, especialmente antes dos anos 2000, quando o acesso à Internet ou a outras redes não era comum. Hoje em dia, com o suporte moderno para multijogador online de console para console, esse método é menos comum.

## História
Os jogos em tela dividida têm uma história que remonta pelo menos à década de 1970, com títulos como Drag Race (1977) da Kee Games nos fliperamas sendo apresentados neste formato. Desde então, essa característica tem sido comum em consoles domésticos e jogos de computador para dois ou mais jogadores. Alguns títulos notáveis incluem Kikstart II para sistemas de 8 bits, uma série de jogos de corrida de 16 bits como Lotus Esprit Turbo Challenge e Road Rash II  e jogos de ação/estratégia (como Toejam & Earl e Lemmings. Todos esses jogos empregavam uma divisão de tela vertical ou horizontal para permitir jogos de dois jogadores.
Xenophobe se destaca como um título de arcade com tela dividida de três vias, embora em plataformas domésticas tenha sido adaptado para uma ou duas telas. A introdução de quatro portas de controle em consoles domésticos impulsionou o surgimento de mais jogos com tela dividida em quatro direções, como Mario Kart 64 e Goldeneye 007 no Nintendo 64,  que são exemplos notáveis. Nos fliperamas, as máquinas frequentemente passavam a ter uma tela dedicada para cada jogador ou eram conectadas em múltiplas máquinas para suportar o multijogador. Já nos sistemas domésticos, especialmente nos gêneros de tiro em primeira e terceira pessoa, o modo multijogador agora é mais comumente realizado via rede ou Internet, em vez de localmente com tela dividida.